# Wolkenstein (Sassonia)
Wolkenstein è una città di 4.217 abitanti del libero stato della Sassonia, Germania, nel circondario dei Monti Metalliferi.

## Storia
Il 1º gennaio 1999 alla città di Wolkenstein vennero aggregati i comuni di Falkenbach, Gehringswalde, Hilmersdorf e Schönbrunn.